# Дейвид А. Р. Уайт
Дейвид А. Р. Уайт (роден на 12 май 1970 г.) е американски актьор, режисьор и сценарист.